# A Nyíregyháza Spartacus FC 2004–2005-ös szezonja
A Nyíregyháza Spartacus FC 2004–2005-ös szezonja szócikk a Nyíregyháza Spartacus FC első számú férfi labdarúgócsapatának egy szezonjáról szól.

## Mérkőzések
| Színmagyarázat | Színmagyarázat |
| -------------- | -------------- |
|                | Győzelem.      |
|                | Döntetlen.     |
|                | Vereség.       |

### Arany Ászok Liga 2004–05

#### Őszi fordulók
| 1. forduló 2004. augusztus 7. 18:00 |

| Nyíregyháza Spartacus        | 1 – 1   | Előre FC Békéscsaba                                       |
| ---------------------------- | ------- | --------------------------------------------------------- |
| Rob 46' Ambrusz 39' Tóth 66' | (0 – 1) | Miculescu 31' (11-esből) Funk 23' Vasiljević 30' Ursz 62' |

| Nyíregyháza Városi Stadion, Nyíregyháza Nézőszám: 4 000 Játékvezető: Fábián Mihály (magyar) |

| 2. forduló 2004. augusztus 14. 20:00 |

| Vasas                                                        | 2 – 0   | Nyíregyháza Spartacus              |
| ------------------------------------------------------------ | ------- | ---------------------------------- |
| Rósa 51' Bardi 90+2' 90' Tóth A. 49' Ferenczi 68' Plókai 71' | (0 – 0) | Pintér 23' Csillag 58' Ambrusz 83' |

| Illovszky Rudolf Stadion, Budapest Nézőszám: 3 500 Játékvezető: Solymosi Péter (magyar) |

| 3. forduló 2004. augusztus 21. 17:30 |

| Nyíregyháza Spartacus   | 2 – 2   | FC Sopron                                         |
| ----------------------- | ------- | ------------------------------------------------- |
| Csillag 13' Nikolić 64' | (1 – 1) | Tóth 28' Balaskó 70' (11-esből) Fehér 4' Sira 65' |

| Nyíregyháza Városi Stadion, Nyíregyháza Nézőszám: 2 500 Játékvezető: Szabó Zsolt (magyar) |

| 4. forduló 2004. augusztus 29. 18:00 |

| Újpest                            | 3 – 3   | Nyíregyháza Spartacus          |
| --------------------------------- | ------- | ------------------------------ |
| Farkas 20' Feczesin 47' Juhár 87' | (1 – 1) | Csillag 23' Rob 60' Márton 84' |

| Szusza Ferenc Stadion, Budapest Nézőszám: 3 670 Játékvezető: Arany Tamás (magyar) |

| 5. forduló 2004. szeptember 11. 16:30 |

| Nyíregyháza Spartacus                                 | 0 – 2   | Lombard Pápa                                       |
| ----------------------------------------------------- | ------- | -------------------------------------------------- |
| Hegedűs 17' Némedi 31' Szatke 42′ Csillag 69' Rob 83' | (0 – 0) | Germán 50' Medveď 77' 89' Farkas A. 36' Kovács 80' |

| Nyíregyháza Városi Stadion, Nyíregyháza Nézőszám: 2 500 Játékvezető: Világi Balázs (magyar) |

| 6. forduló 2004. szeptember 19. 20:00 |

| Ferencváros                                                      | 5 – 0   | Nyíregyháza Spartacus  |
| ---------------------------------------------------------------- | ------- | ---------------------- |
| Zavadszky 8' 52' Bajevszki 19' Penksa 56' (11-esből) Sowunmi 75' | (2 – 0) | Lakatos 36' Pintér 55' |

| Üllői út, Budapest Nézőszám: 5 000 Játékvezető: Fábián Mihály (magyar) |

| 7. forduló 2004. szeptember 25. 16:00 |

| Nyíregyháza Spartacus | 0 – 2   | Debreceni VSC                                     |
| --------------------- | ------- | ------------------------------------------------- |
| Lakatos 40'           | (0 – 0) | Dombi 55' 28' Kerekes 65' Bernáth 27' Nikolov 66' |

| Nyíregyháza Városi Stadion, Nyíregyháza Nézőszám: 7 000 Játékvezető: Hanacsek Attila (magyar) |

| 8. forduló 2004. október 2. 18:00 |

| Pécsi MFC                         | 1 – 1   | Nyíregyháza Spartacus             |
| --------------------------------- | ------- | --------------------------------- |
| Pest 49' Kulcsár 53' Szabados 81' | (0 – 0) | Nikolić 65' Laskai 10' Szatke 45' |

| PMFC Stadion, Pécs Nézőszám: 2 000 Játékvezető: Vad II. István (magyar) |

| 9. forduló 2004. október 16. 14:30 |

| Nyíregyháza Spartacus                            | 3 – 3   | Zalaegerszegi TE                             |
| ------------------------------------------------ | ------- | -------------------------------------------- |
| Laskai 42' Szatke 56' Nikolić 84' 59' Faragó 30' | (1 – 0) | Józsi 50' 51' Szatke 65' (öngól) Szamosi 63' |

| Nyíregyháza Városi Stadion, Nyíregyháza Nézőszám: 2 500 Játékvezető: Erdős József (magyar) |

| 10. forduló 2004. október 23. 17:00 |

| Budapest Honvéd                                              | 3 – 2   | Nyíregyháza Spartacus                                        |
| ------------------------------------------------------------ | ------- | ------------------------------------------------------------ |
| Budovinszky 70' Pintér 79' (öngól) Vámosi 82' (11-esből) 25' | (0 – 1) | Bánka 33' 35' Terjék 74' 15' Laskai 51' Pintér 69' Dárok 78' |

| Bozsik József Stadion, Budapest Nézőszám: 2 500 Játékvezető: Dubraviczky Attila (magyar) |

| 11. forduló 2004. október 30. 14:30 |

| Nyíregyháza Spartacus           | 1 – 1   | Győri ETO                                     |
| ------------------------------- | ------- | --------------------------------------------- |
| Cipf 87' Laskai 46′ Lakatos 90' | (0 – 1) | Sándor 19' Pusztai 24' Nyicsenko 38' Tóth 43' |

| Nyíregyháza Városi Stadion, Nyíregyháza Nézőszám: 3 000 Játékvezető: Megyebíró János (magyar) |

| 12. forduló 2004. november 6. 16:00 |

| Diósgyőr | 0 – 1   | Nyíregyháza Spartacus                     |
| -------- | ------- | ----------------------------------------- |
|          | (0 – 1) | Vasas 23' Tóth 55' Szatke 62' Csillag 84' |

| DVTK-stadion, Miskolc Nézőszám: 10 000 Játékvezető: Vad II. István (magyar) |

| 13. forduló 2004. november 10. 13:30 |

| Nyíregyháza Spartacus | 0 – 2   | Videoton                                               |
| --------------------- | ------- | ------------------------------------------------------ |
| Miskolczi 64'         | (0 – 0) | Horváth F. 69' 38' Tóth 89' Hercegfalvi 37' Koller 55' |

| Nyíregyháza Városi Stadion, Nyíregyháza Nézőszám: 2 000 Játékvezető: Megyebíró János (magyar) |

| 14. forduló 2004. november 20. 16:00 |

| MTK Budapest                             | 3 – 0   | Nyíregyháza Spartacus |
| ---------------------------------------- | ------- | --------------------- |
| Rednic 15' Kanta 48' Németh 81' Bori 51' | (1 – 0) | Tóth 47'              |

| Hidegkuti Nándor Stadion, Budapest Nézőszám: 900 Játékvezető: Makai János (magyar) |

| 15. forduló 2004. november 27. 13:30 |

| Nyíregyháza Spartacus                   | 4 – 1   | Kaposvári Rákóczi                           |
| --------------------------------------- | ------- | ------------------------------------------- |
| Cipf 17' Nikolić 20' 75' Laskai 27' 61' | (3 – 0) | Zsolnai 83' Jovánczai 27' Tóth 30' Oláh 76′ |

| Nyíregyháza Városi Stadion, Nyíregyháza Nézőszám: 1 200 Játékvezető: Sápi Csaba (magyar) |

#### Tavaszi fordulók
| 16. forduló 2005. március 20. 18:00 |

| Előre FC Békéscsaba                             | 2 – 3   | Nyíregyháza Spartacus                                |
| ----------------------------------------------- | ------- | ---------------------------------------------------- |
| Vasiljević 22' Pozsár 88' (11-esből) Vilotic 9' | (1 – 1) | Nikolić 17' Lengyel 50' (11-esből) 59' Kenesei 90+2' |

| Kórház utcai stadion, Békéscsaba Nézőszám: 1 500 Játékvezető: Saskőy Szabolcs (magyar) |

| 17. forduló 2005. március 16. 15:00 |

| Nyíregyháza Spartacus            | 1 – 2   | Vasas                               |
| -------------------------------- | ------- | ----------------------------------- |
| Lengyel 87' Tímár 35' Márton 67' | (0 – 1) | Szanyó 17' 30' Gyánó 65' Plókai 35' |

| Nyíregyháza Városi Stadion, Nyíregyháza Nézőszám: 3 000 Játékvezető: Sápi Csaba (magyar) |

| 18. forduló 2005. március 19. 18:00 |

| FC Sopron                                 | 5 – 2   | Nyíregyháza Spartacus           |
| ----------------------------------------- | ------- | ------------------------------- |
| Bárányos 10' 13' Balaskó 33' 43' Tóth 82' | (4 – 1) | Lengyel 25' Győri 81' Tímár 54' |

| Káposztás utcai Stadion, Sopron Nézőszám: 2 500 Játékvezető: Arany Tamás (magyar) |

| 19. forduló 2005. április 2. 16:30 |

| Nyíregyháza Spartacus               | 2 – 2   | Újpest                |
| ----------------------------------- | ------- | --------------------- |
| Lengyel 53' Nikolić 70' Minczér 71' | (0 – 1) | Erős 27' Feczesin 82' |

| Nyíregyháza Városi Stadion, Nyíregyháza Nézőszám: 3 500 Játékvezető: Ábrahám Attila (magyar) |

| 20. forduló 2005. április 9. 16:30 |

| Lombard Pápa  | 0 – 0   | Nyíregyháza Spartacus                           |
| ------------- | ------- | ----------------------------------------------- |
| Farkas V. 81′ | (0 – 0) | Miskolczi 41' Pintér 69' Némedi 78' Kenesei 90' |

| Perutz Stadion, Pápa Nézőszám: 1 000 Játékvezető: Bede Ferenc (magyar) |

| 21. forduló 2005. április 13. 16:30 |

| Nyíregyháza Spartacus                                  | 2 – 0   | Ferencváros          |
| ------------------------------------------------------ | ------- | -------------------- |
| Némedi 13' Nikolić 66' Vasas 32' Tímár 63' Kenesei 79' | (1 – 0) | Gyepes 52' Balog 75' |

| Nyíregyháza Városi Stadion, Nyíregyháza Nézőszám: 7 500 Játékvezető: Ábrahám Attila (magyar) |

| 22. forduló 2005. április 16. 18:00 |

| Debreceni VSC                            | 2 – 1   | Nyíregyháza Spartacus                       |
| ---------------------------------------- | ------- | ------------------------------------------- |
| Éger 40' (11-esből) Böőr 56' Komlósi 48' | (1 – 0) | Lengyel 55' Laskai 16' Sipos 54' Szatke 65' |

| Oláh Gábor utcai stadion, Debrecen Nézőszám: 7 500 Játékvezető: Kassai Viktor (magyar) |

| 23. forduló 2005. április 23. 17:00 |

| Nyíregyháza Spartacus                                           | 1 – 0   | Pécsi MFC  |
| --------------------------------------------------------------- | ------- | ---------- |
| Nikolić 50' (11-esből) Celso 57' Sipos 68' Szatke 71' Vasas 86' | (0 – 0) | Dienes 49' |

| Nyíregyháza Városi Stadion, Nyíregyháza Nézőszám: 3 000 Játékvezető: Hanacsek Attila (magyar) |

| 24. forduló 2005. április 27. 18:00 |

| Zalaegerszegi TE                              | 2 – 0   | Nyíregyháza Spartacus |
| --------------------------------------------- | ------- | --------------------- |
| Balog 41' Andorka 71' Kaj 68' Koplárovics 79' | (1 – 0) | Szatke 27' Márton 90' |

| ZTE Aréna, Zalaegerszeg Nézőszám: 3 500 Játékvezető: Vad II. István (magyar) |

| 25. forduló 2005. április 30. 17:00 |

| Nyíregyháza Spartacus                       | 1 – 1   | Budapest Honvéd       |
| ------------------------------------------- | ------- | --------------------- |
| Márton 30' Vasas 44' Ambrusz 61' Laskai 79' | (0 – 1) | Vadócz 90+3' Zana 83' |

| Nyíregyháza Városi Stadion, Nyíregyháza Nézőszám: 3 000 Játékvezető: Dubraviczky Attila (magyar) |

| 26. forduló 2005. május 4. 18:00 |

| Győri ETO                                       | 3 – 1   | Nyíregyháza Spartacus                           |
| ----------------------------------------------- | ------- | ----------------------------------------------- |
| Perić 38' 88' Kenesei 70' 90+1' 55' Pusztai 67' | (1 – 0) | Némedi 53' 64' Miskolczi 40' Geri 62' Tímár 72' |

| ETO Park, Győr Nézőszám: 3 000 Játékvezető: Saskőy Szabolcs (magyar) |

| 27. forduló 2005. május 7. 17:30 |

| Nyíregyháza Spartacus                                    | 2 – 2   | Diósgyőr                                                |
| -------------------------------------------------------- | ------- | ------------------------------------------------------- |
| Vasas 51' 60' 54' Tímár 36' Laskai 58' Geri 82' Cipf 87' | (0 – 0) | Tisza 78' Siminic 88' Mogyorósi 53' Máté 59′ Gáspár 71' |

| Nyíregyháza Városi Stadion, Nyíregyháza Nézőszám: 5 000 Játékvezető: Bede Ferenc (magyar) |

| 28. forduló 2005. május 14. 19:00 |

| FC Fehérvár                                            | 5 – 3   | Nyíregyháza Spartacus                                      |
| ------------------------------------------------------ | ------- | ---------------------------------------------------------- |
| Györök 13' Nagy 27' 65' 28' Lattenstein 53' Kuttor 71' | (2 – 0) | Cipf 64' Kenesei 80' 88' Minczér 36' Vasas 73' Ambrusz 87' |

| Sóstói Stadion, Székesfehérvár Nézőszám: 1 000 Játékvezető: Erdős József (magyar) |

| 29. forduló 2005. május 21. 18:00 |

| Nyíregyháza Spartacus                     | 0 – 5   | MTK Budapest                                                                  |
| ----------------------------------------- | ------- | ----------------------------------------------------------------------------- |
| Sipos 6' Kenesei 12′ Márton 38' Győri 90' | (0 – 3) | Füzi 6' (11-esből) 26' Lambulić 18' Illés 85' Welton 87' 81' Jezdimirović 11' |

| Nyíregyháza Városi Stadion, Nyíregyháza Nézőszám: 5 000 Játékvezető: Vad II. István (magyar) |

| 30. forduló 2005. május 26. 18:00 |

| Kaposvári Rákóczi   | 1 – 1   | Nyíregyháza Spartacus |
| ------------------- | ------- | --------------------- |
| Petrók 40' Máté 32' | (1 – 1) | Nikolić 15' 88'       |

| Rákóczi Stadion, Kaposvár Nézőszám: 4 000 Játékvezető: Dubraviczky Attila (magyar) |

#### A végeredmény
|    | Csapat                      | Játszott | Gy | D  | V  | L  | K  | GK  | Pont |
| -- | --------------------------- | -------- | -- | -- | -- | -- | -- | --- | ---- |
| 1  | Debreceni VSC-AVE Ásványvíz | 30       | 19 | 5  | 6  | 57 | 25 | +32 | 62   |
| 2  | Ferencvárosi TC             | 30       | 17 | 5  | 8  | 56 | 31 | +25 | 56   |
| 3  | MTK Budapest1               | 30       | 16 | 9  | 5  | 47 | 26 | +21 | 56   |
| 4  | Újpest FC                   | 30       | 15 | 10 | 5  | 60 | 34 | +26 | 55   |
| 5  | Győri ETO FC                | 30       | 16 | 6  | 8  | 44 | 32 | +12 | 54   |
| 6  | Zalaegerszegi TE FC         | 30       | 13 | 5  | 12 | 48 | 45 | +3  | 44   |
| 7  | Matáv FC Sopron             | 30       | 11 | 9  | 10 | 44 | 44 | 0   | 42   |
| 8  | FC Fehérvár²                | 30       | 11 | 10 | 9  | 44 | 36 | +8  | 40   |
| 9  | Diósgyőri VTK               | 30       | 11 | 4  | 15 | 39 | 45 | -6  | 37   |
| 10 | Pécsi Mecsek FC             | 30       | 9  | 9  | 12 | 33 | 35 | -2  | 36   |
| 11 | Budapest Honvéd FC          | 30       | 10 | 5  | 15 | 37 | 58 | -21 | 35   |
| 12 | NABI-Kaposvári Rákóczi FC   | 30       | 8  | 10 | 12 | 34 | 47 | -13 | 34   |
| 13 | Vasas SC                    | 30       | 10 | 3  | 17 | 34 | 48 | -14 | 33   |
| 14 | Lombard Pápa Termál FC      | 30       | 8  | 6  | 16 | 40 | 47 | -7  | 30   |
| 15 | Nyíregyháza Spartacus FC    | 30       | 5  | 11 | 14 | 38 | 63 | -25 | 26   |
| 16 | Előre FC Békéscsaba³        | 30       | 4  | 7  | 19 | 26 | 65 | -39 | 4    |

- 1: 1 pont levonva
- 2: 3 pont levonva
- 3: 15 pont levonva

|  | A Bajnokok Ligája selejtezőjének második körébe jut |
|  | Az UEFA-kupa selejtezőjébe jut                      |
|  | UEFA Intertotó Kupa első fordulójába jut            |
|  | Kiesők                                              |

#### Helyezések fordulónként
| Forduló  | 1 | 2  | 3  | 4  | 5  | 6  | 7  | 8  | 9  | 10 | 11 | 12 | 13 | 14 | 15 | 16 | 17 | 18 | 19 | 20 | 21 | 22 | 23 | 24 | 25 | 26 | 27 | 28 | 29 | 30 |
| -------- | - | -- | -- | -- | -- | -- | -- | -- | -- | -- | -- | -- | -- | -- | -- | -- | -- | -- | -- | -- | -- | -- | -- | -- | -- | -- | -- | -- | -- | -- |
| Helyszín | O | I  | O  | I  | O  | I  | O  | I  | O  | I  | O  | I  | O  | I  | O  | I  | O  | I  | O  | I  | O  | I  | O  | I  | O  | I  | O  | I  | O  | I  |
| Eredmény | D | V  | D  | D  | V  | V  | V  | D  | D  | V  | D  | GY | V  | V  | GY | GY | V  | V  | D  | D  | GY | V  | GY | V  | D  | V  | D  | V  | V  | D  |
| Helyezés | 8 | 11 | 11 | 12 | 14 | 14 | 15 | 15 | 15 | 15 | 15 | 15 | 15 | 15 | 15 | 15 | 15 | 15 | 15 | 15 | 15 | 15 | 14 | 15 | 15 | 15 | 15 | 15 | 15 | 15 |

Helyszín: O = Otthon; I = Idegenben. Eredmény: GY = Győzelem; D = Döntetlen; V = Vereség.

#### Eredmények összesítése
Az alábbi táblázatban összesítve szerepelnek a Nyíregyháza Spartacus FC 2004/05-ös bajnokságban elért eredményei.
| Ősz/tavasz (forduló)    | Otthon | Otthon | Otthon | Otthon | Otthon | Otthon | Otthon | Idegenben | Idegenben | Idegenben | Idegenben | Idegenben | Idegenben | Idegenben |
| Ősz/tavasz (forduló)    | M      | GY     | D      | V      | LG–KG  | GK     | P      | M         | GY        | D         | V         | LG–KG     | GK        | P         |
| ----------------------- | ------ | ------ | ------ | ------ | ------ | ------ | ------ | --------- | --------- | --------- | --------- | --------- | --------- | --------- |
| Őszi szezon (1–15.)     | 8      | 1      | 4      | 3      | 11–14  | –3     | 7      | 7         | 1         | 2         | 4         | 7–17      | –10       | 5         |
| Tavaszi szezon (16–30.) | 7      | 2      | 3      | 2      | 9–12   | –3     | 9      | 8         | 1         | 2         | 5         | 11–20     | –9        | 5         |
| Összesen (1–30.)        | 15     | 3      | 7      | 5      | 20–26  | –6     | 16     | 15        | 2         | 4         | 9         | 18–37     | –19       | 10        |

## Külső hivatkozások
- A csapat hivatalos honlapja Archiválva 2013. június 28-i dátummal a Wayback Machine-ben (magyarul)
- A csapat mérkőzései a transfermarkt.de-n (németül)